# 15 Евномија
15 Евномија (лат. 15 Eunomia) је астероид главног астероидног појаса са пречником од приближно 255,33 km.
Афел астероида је на удаљености од 3,139 астрономских јединица (АЈ) од Сунца, а перихел на 2,145 АЈ.
Ексцентрицитет орбите износи 0,188, инклинација (нагиб) орбите у односу на раван еклиптике 11,738 степени, а орбитални период износи 1568,930 дана (4,295 године).
Апсолутна магнитуда астероида је 5,28 а геометријски албедо 0,209.
Астероид је откривен 29. јула 1851. године.